# Galija Etschewa
Galija Etschewa (* 27. März 1988) ist eine bulgarische Fußballschiedsrichterin.
Seit 2014 steht sie auf der Liste der FIFA-Schiedsrichter und leitet internationale Fußballpartien. Sie gehört zur Gruppe der UEFA-First-Category-Schiedsrichterinnen.
Bei der U-17-Europameisterschaft 2017 in Tschechien pfiff Etschewa zwei Spiele in der Gruppenphase. Bei der U-17-Europameisterschaft 2019 in Bulgarien wurde sie als Vierte Offizielle eingesetzt.
Zudem leitete bzw. leitet Etschewa Spiele in der Women’s Nations League, in der Qualifikation zur Women’s Champions League, in der europäischen WM-Qualifikation für die Weltmeisterschaft 2019 in Frankreich und die Weltmeisterschaft 2023 in Australien und Neuseeland, in der EM-Qualifikation für die Europameisterschaft 2017 in den Niederlanden und die Europameisterschaft 2022 in England sowie Freundschaftsspiele.